# Parthenope (film)
Parthenope è un film del 2024 scritto, diretto e co-prodotto da Paolo Sorrentino.

## Trama
1950. La famiglia Di Sangro attende la nascita della secondogenita. Al parto, che avviene nelle acque del quartiere Posillipo, assistono il fratello maggiore Raimondo e Sandrino, figlio della governante della lussuosa magione dove abita la famiglia; le viene dato il nome Parthenope in onore della città di Napoli. La bambina, grazie anche alla protezione del suo facoltoso padrino Achille Lauro, vive un'infanzia agiata e serena.
1970. Parthenope è diventata una ventenne intelligente e sfacciata, consapevole della sua bellezza e dell'ascendente che ha su Sandrino, da sempre innamorato di lei, e Raimondo, divenuto un uomo fragile e ossessionato dalla sorella, fin quasi all'incesto. La ragazza frequenta con profitto il corso di antropologia del professor Devoto Marotta, severo e temuto da tutti: il suo temperamento si dice sia dovuto al fatto che abbia a carico un figlio gravemente disabile, ma nessuno sa se questo sia vero o meno. Tra la ragazza e l'insegnante si instaura subito un rapporto di freddo rispetto.
Durante l'estate, Raimondo propone a Parthenope e Sandrino di andare in vacanza a Capri, dove intende corteggiare una ricca ereditiera; pur conoscendo le fragilità del fratello, Parthenope accetta. Sull'isola, il comportamento disinibito della ragazza attira le attenzioni di molte persone, tra cui lo scrittore John Cheever e un facoltoso imprenditore: il primo le insegnerà a godere di tutto ciò che la sua giovinezza sarà in grado di procurarle; l'altro tenta di sedurla con promesse di ricchezza, ma lei rifiuta. Intanto Raimondo riesce nel tentativo di ingraziarsi l'ereditiera, ma all’atto di baciarla scopre di non poter amare nessuna donna al di fuori di sua sorella. Quando Sandrino riuscirà a strapparle un rapporto sessuale, Raimondo si suiciderà gettandosi dalle scogliere di Capri. Il padre e la madre, ritenendo Parthenope colpevole della sua morte, adotteranno nei confronti di lei un atteggiamento di chiusura, causando una frattura destinata a non sanarsi mai più.
1974. Non riuscendo a superare il proprio senso di colpa, Parthenope chiede al professor Marotta di sostenere una tesi di laurea sul tema del suicidio; il docente la accetta come tesista, ma le propone di analizzare un altro argomento, l'impatto culturale del miracolo. Poco dopo, tuttavia, Parthenope interrompe gli studi: ricordando che a Capri era stata notata da un'agente cinematografica, prova a diventare attrice. Dapprima si reca da Flora Malva, un'anziana diva che porta perennemente una maschera dopo essere rimasta sfigurata da un intervento di chirurgia plastica; costei le mostra che gloria e fama comportano una profonda solitudine. Flora la indirizza poi da Greta Cool, attempata attrice di origini partenopee, la quale vive da tempo nel Nord Italia: durante un party di Capodanno in suo onore, la donna si sfoga contro Napoli e i napoletani, rei a suo dire di non averla mai amata abbastanza; la Cool suggerisce a Parthenope di non lasciarsi incantare dalla mondanità.
Parthenope conosce Roberto Criscuolo, affascinante boss che la porta nei quartieri popolari napoletani, dove la ragazza scopre miseria e povertà; qui assiste a uno sconvolgente rituale denominato grande fusione, durante il quale gli eredi di due famiglie camorriste (tra cui quella a cui appartiene Roberto) si uniranno pubblicamente per concepire un bambino che sancirà la fine della loro faida. In seguito a un rapporto occasionale, Parthenope rimane incinta di Criscuolo, ma si procura volontariamente l'aborto. Poco dopo, prima di trasferirsi per lavoro a Milano, Sandrino dichiara per l'ennesima volta il proprio amore per Parthenope; lei reagisce addossandogli la colpa della morte di Raimondo, prevedendo anche che non si rivedranno mai più: l'amore di Sandrino è infatti un puro sentimento giovanile, mentre l'età adulta gli porterà disincanto e problemi. In seguito, mentre l'Italia precipita negli anni di piombo, Parthenope si laurea col massimo dei voti, e Marotta la prende come propria assistente: il professore sembra intuire i drammi dietro la sua vita, ma continua a trattarla con distacco, pur senza mai giudicarla.
1982. Parthenope è ormai una brillante ricercatrice. Riceve da una rivista di antropologia la richiesta di scrivere un articolo sulla liquefazione del sangue di San Gennaro e decide di rivolgersi al cardinale Tesorone, custode delle ampolle del Santo, per analizzare il fenomeno; Marotta la mette in guardia dal prelato che definisce un famigerato farabutto. Il cardinale promette a Parthenope di mostrarle il tesoro di san Gennaro dopo la messa in cui il sangue si liquefarà. In realtà il miracolo non avviene, ma una donna in menopausa afferma che il ciclo mestruale le sia prodigiosamente tornato, il che infastidisce molto Tesorone. In seguito, il cardinale vestirà Parthenope con i gioielli del tesoro del Santo, spiegandole come a suo avviso la spiritualità napoletana non sia che un'inutile macchinazione divisa tra superstizione popolare e mondanità. Tesorone, pur consapevole della propria scarsa avvenenza, le chiede inoltre di avere un rapporto sessuale: Parthenope accetta e durante l'atto il sangue di san Gennaro si liquefà.
Marotta annuncia a Parthenope di voler andare in pensione e le propone di sostenere il concorso a Trento in modo da vincerlo e poter tornare a Napoli dopo alcuni anni di docenza presso l'università locale: in un primo momento Parthenope rifiuta, a causa dell'amore per la città di cui porta il nome, ma l'esperienza con Tesorone le fa cambiare idea. Prima di congedarsi, Marotta le presenta finalmente suo figlio, un enorme essere a metà tra neonato e adulto, obeso e dall'umorismo infantile, fatto «di acqua e sale, come il mare»: Parthenope ne rimarrà affascinata.
2023. Anziché tornare a Napoli, una volta diventata professoressa Parthenope è rimasta a insegnare a Trento; andata in pensione, la donna decide finalmente di fare ritorno nella propria città. Recatasi a Capri, Parthenope ha finalmente modo di affrontare il lutto per la morte di Raimondo; riflettendo, la donna si accorge di aver avuto sempre in sé le stesse contraddizioni di Napoli, comunque accogliente e in grado di affrontare anche i dolori più terribili. Sentendosi nuovamente parte della città, Parthenope sorride serena davanti a un gruppo di tifosi in festa per la vittoria del terzo scudetto.

## Produzione
(Paolo Sorrentino)
Il film inizialmente si sarebbe dovuto intitolare come il romanzo che aveva scritto Jep Gambardella ne La grande bellezza, L'apparato umano, perché la vita di Parthenope, a detta di Sorrentino, «è costellata da una miriade di incontri di varia natura: familiare, sentimentale, sessuale, professionale o a volte paterna senza che la figura di riferimento fosse il padre. E questa costellazione di esseri umani che attraversavano la vita di Parthenope volevano essere una rappresentazione di molte anime della città, non di tutte ovviamente, talmente tante da rappresentare un apparato di un'umanità napoletana». Il regista ha anche dichiarato di aver abbandonato l'idea in quanto trovava «orribile» citare se stesso.
Celeste Dalla Porta, interprete della protagonista, aveva già collaborato con Sorrentino nel 2020 per il precedente film, È stata la mano di Dio (2021), ma le scene che l'hanno vista coinvolta furono tagliate. Sorrentino l'ha quindi scelta per interpretare la protagonista.
Parthenope è una co-produzione italiana, francese e britannica. È prodotto da Lorenzo Mieli per The Apartment Pictures di Fremantle, Anthony Vaccarello per Saint Laurent Productions, Paolo Sorrentino per Numero 10 e Ardavan Safaee per Pathé. Nell'agosto del 2023 è stata annunciata la presenza di Gary Oldman nel successivo film di Sorrentino; nel novembre dello stesso anno sono state rese pubbliche le prime immagini della pellicola e la prima sinossi della trama.

## Promozione
Il 9 maggio 2024 è stata diffusa una prima clip del film, mentre il giorno seguente è stato pubblicato il poster. Il 9 agosto 2024 è stato pubblicato il teaser trailer del film su YouTube.

## Distribuzione
Il film è stato presentato in anteprima mondiale il 21 maggio 2024 durante il Festival di Cannes, dov'era in concorso per la Palma d'oro, e distribuito nelle sale cinematografiche italiane dal 24 ottobre successivo, dopo alcune anteprime a settembre. In Italia il film è distribuito su Netflix.

## Accoglienza

### Incassi
Il film ha incassato globalmente 11623475 $, di cui 7617631 € in Italia con 1070424 presenze, diventando il primo film per incassi in madrepatria del regista.

### Critica

#### Critica italiana
Boris Sollazzo di The Hollywood Reporter Roma afferma che con Parthenope il regista si sia «disunito e ricomposto» assimilandolo a François Truffaut e Bernardo Bertolucci, apprezzando la fotografia «certosina e vibrante» di D'Antonio, le musiche «accordate a scenografie» di Marchitelli e i costumi di Poggioli, definendo il progetto nel complesso «un album di archetipi antropologici e di interpreti sopraffini». Valerio Sammarco di Cinematografo assegna al film quattro stelle su cinque, scrivendo che Sorrentino «ritrova l'astrazione e la seduzione ammaliante de La grande bellezza», trovando il film «continuamente sospeso tra la tensione al sublime e la caduta nel baratro, popolato di fantasmi malinconici».
Simone Emiliani, per Sentieri Selvaggi, indica uno «stupore spielberghiano» in Parthenope, scrivendo che «dietro gli eccessi di stile, i dialoghi a effetto, la deformazione grottesca di un cinema incontrollato, Parthenope riscopre Napoli e la guarda come fosse la prima volta». Positivo anche il giudizio di Antonio Cuomo su Movieplayer.it, che parla di «un'opera complessa e affascinante». Gabriele Maccauro, per Quarta Parete, scrive che «Parthenope è una pagina bianca, un film i cui dialoghi – e ce ne sono di eccezionali – appaiono totalmente superflui e dove tutti i personaggi non fanno che oscillare tra miseria e redenzione».

#### Critica francese
Entusiasta la recensione di Eric Neuhoff del quotidiano francese Le Figaro: «All'improvviso, bellezza. Colpisce come un fulmine. Con un movimento di macchina Paolo Sorrentino spazza via la trivialità del mondo». Nella recensione Neuhoff riprende un motivo suggerito anche da altri critici: «C'era una volta il binomio Fellini-Roma. Napoli ha trovato il suo equivalente grazie a Sorrentino». Meno entusiasta l'opinione di Jacques Morice di Télérama, il quale afferma che il progetto risulta «lontano da Roma-Fellini, il binomio Napoli-Sorrentino non è altro che una somma di graziosi luoghi comuni». Didier Péron di Libération descrive il film come «un porno da cui sono state sistematicamente tagliate le scene hard» contestualizzate all'interno di «un enorme macchinario sulla vita dei ricchi e dei potenti, che ha l'estetica della pubblicità ed è cofinanziato da un grande marchio della moda; Sorrentino prova a convincerci che anche i milionari hanno un'anima».

#### Critica internazionale
Sull'aggregatore Rotten Tomatoes ha un indice di gradimento del 46% basato su 100 recensioni, su Metacritic ottiene un punteggio di 52 su 100 basato su 27 recensioni.
Siddhant Adlakha di Variety definisce il film come uno «splendido trattato sulla bellezza cinematografica, un'inebriante riflessione sul mondo, in cui le persone e i luoghi sono visti e vedono se stessi».
Peter Bradshaw di The Guardian ha assegnato al film due stelle su cinque, descrivendo Sorrentino come «l'auto-parodia di se stesso» e il film come «uno spot di due ore per un profumo davvero troppo costoso».

## Riconoscimenti
- 2025 – David di Donatello
  - Candidatura al miglior film
  - Candidatura al miglior regista a Paolo Sorrentino
  - Candidatura alla migliore sceneggiatura originale a Paolo Sorrentino
  - Candidatura alla migliore attrice protagonista a Celeste Dalla Porta
  - Candidatura al miglior attore protagonista a Silvio Orlando
  - Candidatura alla migliore attrice non protagonista a Luisa Ranieri
  - Candidatura al miglior attore non protagonista a Peppe Lanzetta
  - Candidatura al miglior autore della fotografia a Daria D'Antonio
  - Candidatura al miglior scenografo a Carmine Guarino e Iole Autero
  - Candidatura al miglior costumista a Carlo Poggioli
  - Candidatura al miglior trucco a Paola Gattabrusi e Lorenzo Tamburini
  - Candidatura alla migliore acconciatura a Marco Perna
  - Candidatura al miglior montatore a Cristiano Travaglioli
  - Candidatura al miglior suono a Emanuele Cecere, Silvia Moraes, Mirko Perri e Michele Mazzucco
  - Candidatura ai migliori effetti speciali visivi a Rodolfo Migliari e Lena Di Gennaro
- 2025 – Nastro d'argento
  - Migliore fotografia a Daria D'Antonio
  - Migliore montaggio a Cristiano Travaglio
  - Migliore colonna sonora a Lele Marchitelli
  - Candidatura al miglior film
  - Candidatura al miglior regista a Paolo Sorrentino
  - Candidatura alla migliore sceneggiatura a Paolo Sorrentino
  - Candidatura al migliore attore non protagonista a Silvio Orlando
  - Candidatura alla migliore scenografia a Carmine Guarino
  - Candidatura ai migliori costumi a Carlo Poggioli
  - Candidatura alla migliore canzone originale a E sì arrivata pure tu

- 2024 – Festival di Cannes[13]
  - In concorso per la Palma d'oro
  - Prix CST de l'Artiste-Technicien per Daria D'Antonio